# Хакодате (станция)
Станция Хакодате (яп. 函館駅 хакодатэ эки) — железнодорожная станция в японском городе Хакодате, обслуживаемая компанией JR Hokkaido. Поезда «Хокуто» останавливаются на этой станции.

## История
Станция Хакодате была открыта 10 декабря 1902 года. С приватизацией JNR она перешла под контроль JR Hokkaido. Текущее здание станции было открыто 21 июня 2003 года.

## Линии
- JR Hokkaido
  - Главная линия Хакодате
- South Hokkaido Railway Company
  - Линия Донан-Исариби
- Трамвай Хакодате

## Планировка
Платформы 
| 1-4 | ■Линия Хакодате      | на станции Нанаэ, Мори и Осямамбе             |  |
| 1-4 | ■Линия Донан-Исариби | на станции Камиисо и Киконай                  |  |
| 5-6 | ■Линия Хакодате      | на станции Нанаэ и Син-Хакодате-Хокуто        |  |
| 7-8 | ■Линия Хакодате      | на станции Осямамбе, Хигаси-Муроран и Саппоро |  |